# Flora Bramley
Flora Bramley, all'anagrafe Flora Ethel Bramley (Londra, 14 settembre 1904 – Moline, 23 giugno 1993), è stata un'attrice inglese.

## Biografia
Nata a Londra, Flora Bramley vi lavorava in riviste musicali quando, essendo in visita a Hollywood nel giugno 1926, le fu offerto un contratto cinematografico dalla United Artists. Il suo primo film fu The Dude Cowboy, con Bob Custer, cui seguì, nel 1927, il film di Buster Keaton Tuo per sempre, con Anne Cornwall.
Nel 1928 fu scelta tra le tredici WAMPAS Baby Stars ma recitò un solo film, We Americans, di Edward Sloman. Dopo essere apparsa, nel dicembre del 1929, sul palcoscenico del teatro Fulton di Oakland per il dramma Stella Dallas, tratto dall'omonimo racconto di Olive Higgins Prouty, Flora Bramley tornò nel 1930 per la quarta e ultima volta sugli schermi con la commedia brillante The Flirting Widow, diretta da William A. Seiter.
Morì nel 1993 nella sua casa di Moline, nell'Illinois.

## Filmografia
- The Dude Cowboy, regia di Jack Nelson (1926)
- Tuo per sempre (College), regia di James W. Horne e, non accreditato, Buster Keaton (1927)
- We Americans, regia di Edward Sloman (1928)
- The Flirting Widow, regia di (non accreditato) William A. Seiter (1930)

## Riconoscimenti
- WAMPAS Baby Star nel 1928